# Julius Pokorny
Julius Pokorny (* 12. Juni 1887 in Prag, Österreich-Ungarn; † 8. April 1970 in Zürich) war ein tschechisch-deutscher Linguist und Keltologe.

## Leben
Aron Julius Pokorny wurde als erster Sohn der jüdischen Prager Familie von Anton Pokorny und seiner ersten Gemahlin Rosalia geboren. Julius Pokorny studierte an der Universität Wien, an der er später zwischen 1913 und 1920 lehrte. Von 1920 an hatte er den Lehrstuhl für Keltische Philologie der Friedrich-Wilhelms-Universität zu Berlin inne. Selbst katholischen Glaubens, wurde er 1933 nach der Machtergreifung der Nationalsozialisten wegen seiner vier jüdischen Großeltern auf Basis des Gesetzes zur Wiederherstellung des Berufsbeamtentums von seiner Lehrtätigkeit entbunden. Am 23. November 1933 wurde die Beurlaubung auf Grundlage des Frontkämpferprivilegs wieder aufgehoben, da Pokorny als Soldat am Ersten Weltkrieg teilgenommen hatte. Am 27. August 1934 schwor Pokorny den Eid auf Hitler. Zwei Monate nach der Verabschiedung des Reichsbürgergesetzes im Rahmen der Nürnberger Gesetze wurde er endgültig beurlaubt. Allerdings wurde seine Beurlaubung später – im Gegensatz zu anderen Zwangsbeurlaubungen – in eine Emeritierung umgewandelt.
Anschließend nahm er eine ausgedehnte Reisetätigkeit auf. Im Mai 1936 erhielt er eine Unbedenklichkeitsbescheinigung der NSDAP-Ortsgruppe, die ihm eine staatliche Pension sicherte. Vor der „Reichspogromnacht“ wurde er gewarnt, so dass er rechtzeitig nach Belgien ausreisen konnte. Allerdings kehrte er aufgrund seines eigenen Selbstverständnisses als völkisch-national gesinnter Deutscher bereits Anfang 1939 freiwillig nach Berlin zurück.
Erst 1943 emigrierte er in die Schweiz, wo er an der Universität Bern und Universität Zürich bis zu seiner Pensionierung 1959 lehrte. 1954 nahm er eine Ehrenprofessur an der Ludwig-Maximilians-Universität München an, wo er 1956 und zwischen 1960 und 1965 lehrte. Pokorny ist Autor des Indogermanischen Etymologischen Wörterbuchs (1958), das bis heute nur Teil-Nachfolger fand. Er starb in Zürich, drei Wochen nach einem Straßenbahnunfall.
Er war den keltischen Sprachen und Kulturen sehr zugetan, unterstützte die irische Unabhängigkeitsbewegung und stand während des Ersten Weltkrieges u. a. mit dem irischen Nationalisten Roger Casement in Kontakt. Zu seinen Doktorandinnen gehörte die irische Keltologin und Diplomatin Nancy Wyse Power. Er war Herausgeber der Zeitschrift für celtische Philologie vor dem Zweiten Weltkrieg und war für deren Wiederaufnahme nach dem Krieg verantwortlich. In seinem Werk finden sich starke rassisch-völkische Tendenzen.

## Schriften
Bücher
- Der Ursprung der Arthursage. Anthropologische Gesellschaft, Wien 1909.
- A Concise Old Irish Grammar and Reader. Max Niemeyer, Halle an der Saale; Hodges, Figgis, Dublin 1914.
- Irland. F.A. Perthes, Gotha 1916 (Perthes’ kleine Völker- und Länderkunde 1).
- Die älteste Lyrik der grünen Insel. M. Niemeyer, Halle a. S. 1923.
- A Historical Reader of Old Irish: Texts, Paradigms, Notes, and a Complete Glossary. M. Niemeyer, Halle a. S. 1923 (Nachdruck: AMS, New York 1985).
- Altirische Grammatik. Walter de Gruyter, Berlin/Leipzig 1925.
- Alois Walde: Vergleichendes Wörterbuch der indogermanischen Sprachen. 3 Bände. Herausgegeben und bearbeitet von Julius Pokorny. de Gruyter, Berlin u. a. 1927–1932 (Unveränderter photomechanischer Nachdruck. ebenda 1973, ISBN 3-11-004556-7).
- Zur Urgeschichte der Kelten und Illyrier. M. Niemeyer, Halle a. S. 1938.
- Altkeltische Dichtungen. Aus dem Irisch-Gälischen und Cymrischen übertragen und eingeleitet. A. Francke, Bern 1944.
- mit Vittore Pisani: Allgemeine und vergleichende Sprachwissenschaft: Indogermanistik. Keltologie. A. Francke, Bern 1953.
- Indogermanisches etymologisches Wörterbuch. 2 Bände. A. Francke, Tübingen/Bern/München 1957/1969 (1. Aufl.), 2005 (5. Aufl.). ISBN 3-7720-0947-6

Artikel
- Der Gral in Irland und die mythischen Grundlagen der Gralsage. In: Mitteilungen der Anthropologischen Gesellschaft in Wien 62, 1912, S. 1–15.
- Erschienene Schriften: Rudolf Thurneysen, Zu irischen Handschriften und Literaturdenkmälern. In: ZCP 9, 1913, S. 184–6.
- Die englische Herrschaft in Irland. In: Petermanns Mitteilungen 62, 1916, S. 361–65, 409–12.
- Der irische Aufstand von 1798. In: Georges Chatterton-Hill (Hrsg.): Irische Blätter 4, 1916, S. 331–340.
- Rasse und Volk in Irland. In: Georges Chatterton-Hill (Hrsg.): Irische Blätter 7, 1917, S. 524–528.
- Beiträge zur ältesten Geschichte Irlands. 1. Die Fir Bolg, die Urbevölkerung Irlands. In: ZCP 11, 1916–17, S. 189–204.
- Beiträge zur ältesten Geschichte Irlands. 2. Der gae bolga und die nördliche, nicht-iberische Urbevölkerung der Britischen Inseln. In: ZCP 12, 1918, S. 195–231.
- Beiträge zur ältesten Geschichte Irlands. 3. Érainn, Dárin(n)e und die Iverni und Darini des Ptolemäus. In: ZCP 12, 1918, S. 323–357.
- Zu Morands Fürstenspiegel. In: ZCP 13, 1921, S. 43–6.
- Das nichtindogermanische Substrat im Irischen. In: ZCP Nr. 16, 1927, S. 95–144, 231–66, 363–94; Nr. 17, 1928, S. 373–88; Nr. 18, 1930, S. 233–48.
- Substrattheorie und Urheimat der Indogermanen. In: Mitteilungen der Anthropologischen Gesellschaft in Wien 66, 1936, S. 69–91.
- Zum nichtindogermanischen Substrat im Inselkeltischen. In: Die Sprache 1, 1949, S. 235–45.
- Die Geographie Irland bei Ptolemaios. In: ZCP 24, 1954, S. 94–120.
- The Pre-Celtic Inhabitants of Ireland. In: Celtica 5, 1960, S. 229–40.
- Herausgeber der Zeitschrift für celtische Philologie. Niemeyer, Tübingen 1. 1897 ff. ISSN 0084-5302